# HD 108874 b
HD 108874 b è un pianeta extrasolare scoperto nel 2003 che orbita attorno alla stella HD 108874, una nana gialla con caratteristiche simili al Sole situata a 223 anni luce dalla Terra.
Si tratta di un gigante gassoso con una massa minima 1,36 volte quella di Giove. Scoperto con il metodo della velocità radiale solo la massa minima è conosciuta, in quanto con questo metodo non è possibile sapere l'inclinazione orbitale del pianeta. Orbita ad una distanza media di 1,05 UA, dentro la zona abitabile della propria stella madre, quindi una esoluna orbitante attorno a questo pianeta potrebbe avere acqua liquida in superficie. La temperatura di equilibrio, solitamente più bassa per pianeti con un'atmosfera di tipo terrestre, è di circa 257 K (-17 ºC), quasi la stessa della Terra, la cui temperatura d'equilibrio, senza tener conto del riscaldamento dovuto all'effetto serra atmosferico, è di -18 °C.